# Cameri
Cameri é uma comuna italiana da região do Piemonte, província de Novara, com cerca de 10.700 habitantes. Estende-se por uma área de 39 km², tendo uma densidade populacional de 248 hab/km². Faz fronteira com Bellinzago Novarese, Caltignaga, Castano Primo (MI), Galliate, Nosate (MI), Novara, Turbigo (MI).

## Demografia
| Variação demográfica do município entre 1861 e 2011                               |
|                                                                                   |
| Fonte: Istituto Nazionale di Statistica (ISTAT) - Elaboração gráfica da Wikipedia |